# You Can't Fight It
"You Can't Fight It" är en låt av rock bandet Rush. Låten släpptes som B-sidan till singeln "Not Fade Away" och skrevs av sångaren/basisten Geddy Lee och trummisen John Rutsey. Låten är den första av Rush som är en original låt.
Gitarristen Alex Lifeson sa att anledningen till att de valde låten som B-sida var för att den inte var särskilt lång. Anledningen till att de ville att den skulle vara kort var för att de ville vara spelade på radion, och då var de tvungna att ha en låt under 3 minuter.

## Medverkande
- Geddy Lee - sång, elbas
- Alex Lifeson - gitarr, sång
- John Rutsey - trummor, sång